# Piotrowicze (rejon żabinecki)
Piotrowicze (błr. Пятровічы; ros. Петровичи) – wieś na Białorusi, w rejonie żabineckim obwodu brzeskiego, między rzeką Muchawcem a drogą magistralną M1, około 5 km na południe od Żabinki.

## Historia
Pierwsze znane dziś wzmianki o Piotrowiczach pochodzą z XVI wieku. W 1567 roku w jednym ze spisów litewskich pojawiła się żona A. Piszczały z Piotrowicz. Później właścicielami majątku byli m.in. Boguszewicze, a przynajmniej od 1830 roku – Dziekońscy.
Wieś szlachecka położona była w końcu XVIII wieku powiecie brzeskolitewskim województwa brzeskolitewskiego.
W latach 80. XIX właścicielem wsi był Albin Dziekoński herbu Korab (1838–1918).
Po rozbiorach znalazły się na terenie powiatu kobryńskiego, należącego do guberni słonimskiej (1796), litewskiej (1797–1801), a później grodzieńskiej (1801–1915) Imperium Rosyjskiego.
Po ustabilizowaniu się granicy polsko-radzieckiej w 1921 roku Piotrowicze wróciły do Polski, należały do gminy Rohoźna (od 1928 roku do gminy Żabinka) powiatu kobryńskiego województwa poleskiego, od 1945 roku – w ZSRR, od 1991 roku – na terenie Republiki Białorusi.
W czasie kampanii wrześniowej w graniczącym z wsią folwarku Niepokojczyce stacjonowała 16 Eskadra Towarzysząca.
W 1892 roku w Piotrowiczach urodził się Albin Dziekoński, poeta, syn Albina, właściciela majątku.

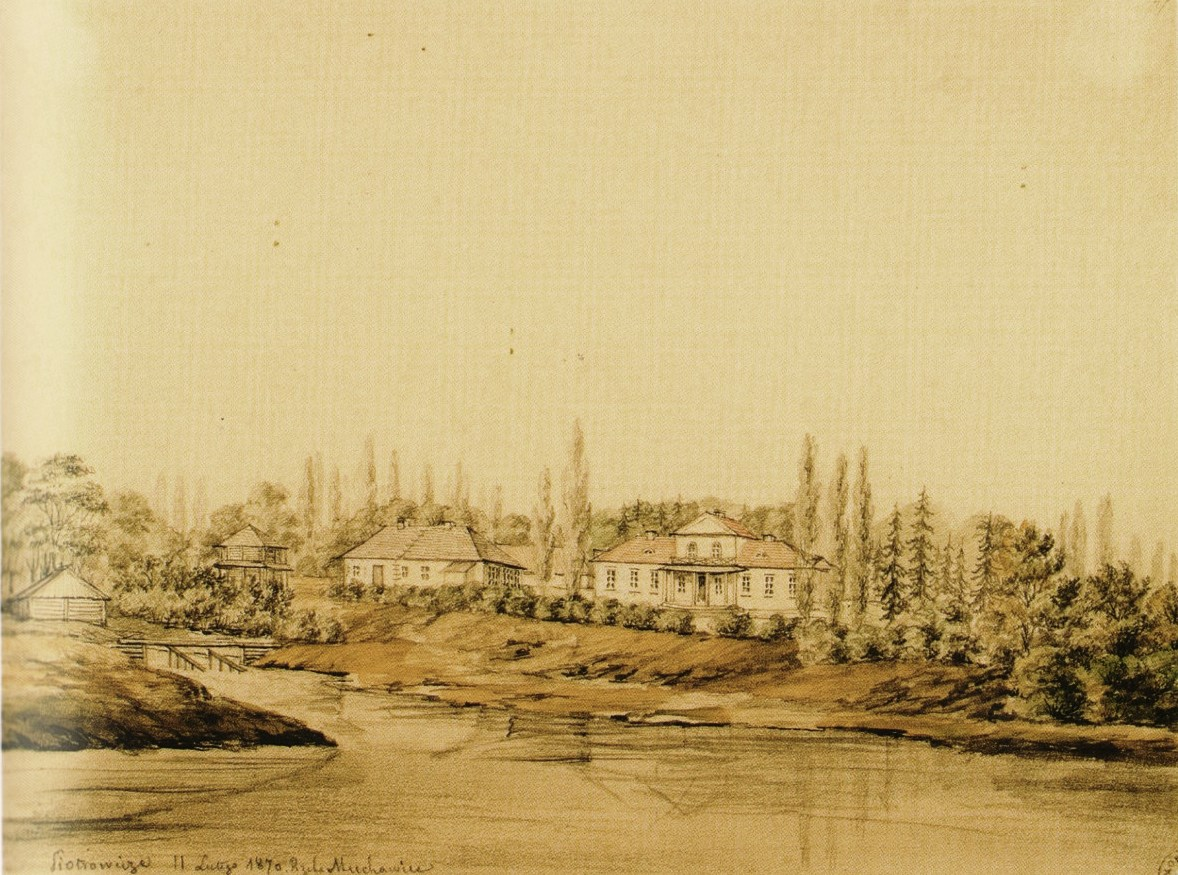
Widok folwarku Piotrowicze znad rzeki Muchawiec od zachodu, rysunek Napoleona Ordy, 1870

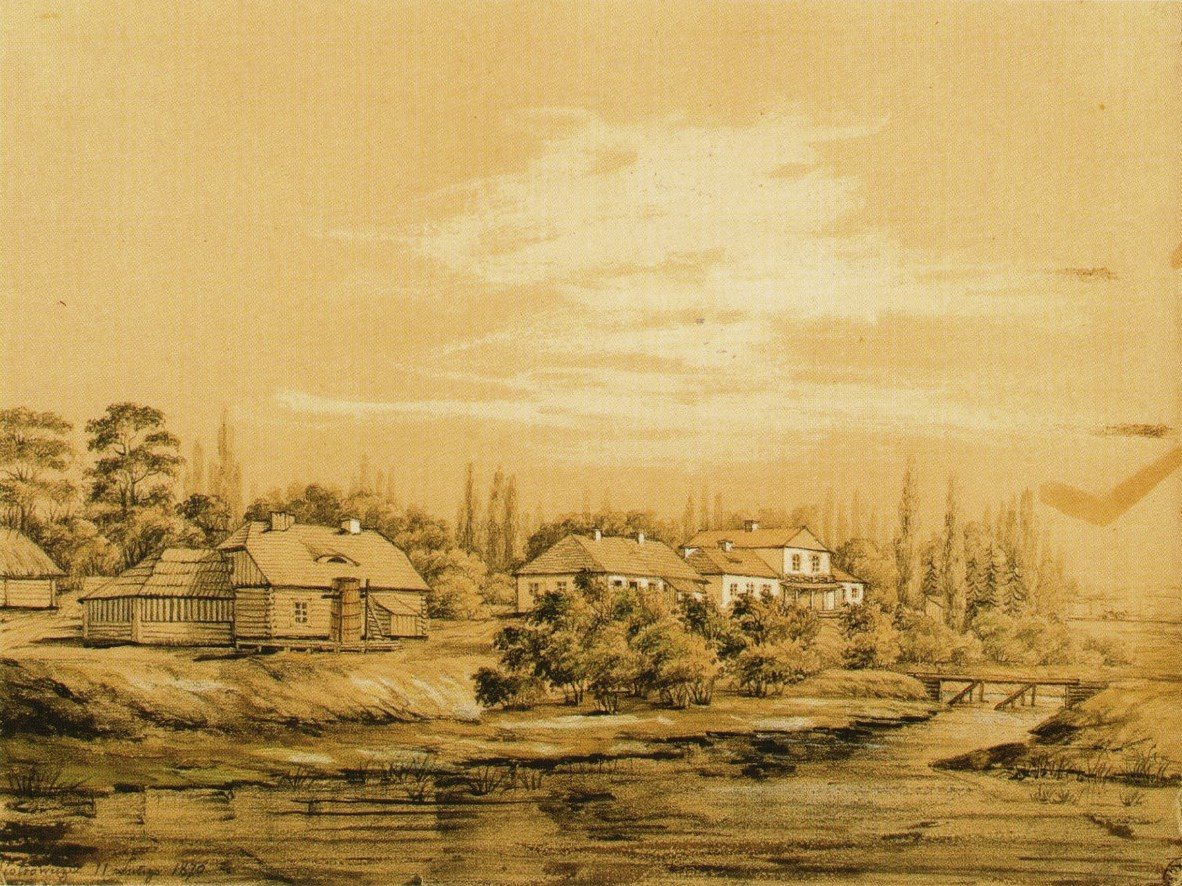
Widok folwarku od wschodu znad rzeki

## Dawny dwór
W latach 30. XIX wieku Dziekońscy wybudowali tu drewniany dwór. Był to dziewięcioosiowy, parterowy, w części środkowej piętrowy, wzniesiony na wysokiej podmurówce na planie prostokąta, dom. Od strony podjazdu miał najprawdopodobniej portyk o czterech kolumnach, w wielkim porządku dźwigających trójkątny fronton, w którym umieszczono herb rodziny. Portyk był później zastąpiony dwukondygnacyjną oszkloną werandą, a wejście znajdowało się niecentralnie, z dobudowanego tarasu po lewej stronie. Na skrajnych osiach znajdowały się małe ganki, każdy z dwiema kolumienkami i trójkątnym przyczółkiem. Tylna strona dworu, skierowana do rzeki, znana z rysunków Ordy, była zdominowana przez taras z balkonem wspartym na sześciu kolumnach.
Wnętrze w układzie dwutraktowym mieściło 20 pokoi, z tego 4 na piętrze. Na ścianach wisiały liczne obrazy, m.in. obraz szlachcica z synem podczas przejażdżki konnej Januarego Suchodolskiego.
Po prawej stronie dworu stała parterowa oficyna z oszkloną werandą, a jeszcze dalej dwukondygnacyjny spichlerz lub lamus otoczony kolumnowymi galeriami na obu kondygnacjach.
Od traktu do dworu wiodła reprezentacyjna aleja grabowa, o szerokości 8 metrów. Pochylające się drzewa tworzyły swoisty tunel (aleja ta częściowo istnieje do dziś). Przed domem był kolisty gazon z klombem kwiatowym pośrodku. Folwark otaczał kilkuhektarowy park.
Dwór był zrabowany w 1939 roku i spalony w 1945 roku. Pozostała jedna z oficyn. W pozostałościach po parku stoi okołopięćsetletni dąb nazywany „patriarch”.
Majątek w Piotrowiczach jest opisany w 2. tomie Dziejów rezydencji na dawnych kresach Rzeczypospolitej Romana Aftanazego.